# Nico Touches the Walls
Nico Touches the Walls (estilizado como NICO Touches the Walls) foi uma banda japonesa formada em 2004. No mesmo ano, eles ganharam o prêmio Lotte no Festival de Música Yamaha Teen. Aumentando rapidamente seu sucesso, eles assinaram com a "Senha & Co." Antes de assinar com a Ki/oon Records em 2007. Seu single de estreia, Yoru no Hate, foi lançado em fevereiro de 2008 e recebeu boa reação do público.
A banda também tem músicas para animes, como "Broken Youth", "Diver" e "Niwaka Ame ni Mo Makezu" que foram apresentados em Naruto Shippuden. Seu sucesso "Hologram" foi o tema de abertura da segunda temporada de Fullmetal Alchemist: Brotherhood , "Matryoshka" caracterizado como o tema de abertura do animeC, e muitas outras.
De acordo com Mitsumura, o nome original da banda relaciona as "paredes" como os obstáculos na vida e a ambição da banda em superá-los, dando continuidade ao seu próprio mundo.
Em novembro de 2019, o NICO Touches the Walls anunciou o fim de suas atividades após 15 anos.

## História
Formada em 2004, NICO Touches the Walls ganhou o Prêmio LOTTE no Festival YAMAHA TEENS MUSIC. O sucesso do quarteto realmente pegou de vez quando eles fizeram sua estreia com a Senha and Company em 2006. Eles lançaram dois mini-álbuns que foram: "Walls Is Beginning" e "  Runova X Handover".
Em 2007, NICO Touches the Walls assinou um acordo com Ki/oon Records. Seus primeiros trabalhos foram o mini-álbum "Eden" lançados em junho (Com o hit "(My Sweet) Eden") e seu primeiro álbum How Are You?  que saiu em novembro de 2007.

### Who are you? (2007-2008)
Em 2007, Nico Touches the Walls apresentaram em um comercial de televisão.Depois que seu single de estreia é liberado, Yoru no Hate que foi uma ótima introdução para o único quarteto de rock, atingindo número 64 no Oricon Chart com boa reação do público. Eles continuaram aumentando e, mais tarde seu segundo single "THE BUNGY", uma canção muito diferente de seu estilo anterior. Após sua estreia de singles Nico Touches the Walls lança a música Broken Youth que foi tema de encerramento do anime Naruto Shippuuden em 2008. Broken Youth se tornou uma das canções mais populares da banda, alcançando 24 no Oricon Chart.
Depois disso, a banda lança seu primeiro álbum de estúdio chamado Who Are You? que continha todos os singles anteriores. Com a boa reação dos lançamentos, o álbum quase fez o top 10, alcançando 11.

### Aurora (2009-2010)
Nico Touches the Walls lança um novo single "Big Foot" em 13 de maio, apenas nove meses depois do lançamento do álbum "Who Are You?" atingindo número 24 na Oricon Chart no Japão (considerado o número de sorte da banda).
Depois de obter as graças do povo com suas canções, Nico Touches the Walls fez a maior parte da rede de sua gravadora e cantou a música de abertura de Fullmetal Alchemist: Brotherhood. Um single que ficou muito popular por ser escolhido como a segunda abertura do anime A canção se tornou a mais popular e a mais vendida da banda pois um fluxo constante de fãs foram baixando a versão do single digitalmente através de celulares móveis.
Durante suas performances em vários festivais de música do verão, eles provaram porque eles se tornaram conhecidos como uma das bandas mais quentes da cidade. Em outubro, eles terminaram a gravação de uma música nova. A canção foi liberada em 04 de novembro, intitulado: "Kakera (Subete no Omoitachi e)", uma canção mid-tempo que coincide com a estação de outono, que foi apresentado como tema principal para a série dramática da Nippon TV "Bocho Mania 09" em 22 de outubro. Estrelando o popular ator Mukai Osamu.
A banda lança sua coleção de vídeos, sob o título Library Vol.1. Com doze faixas no total, o DVD inclui todos os vídeos de Nico, incluindo os do começo da carreira ", Avocado" e "Sono Taxi, 160km / h", até seus singles mais recentes "Big Foot", Hologram e Kakera (Subete no Omoitachi e), que foram lançados em 2009 
Para comemorar o lançamento de "Aurora", a banda enbarcou em uma turnê em 27 de dezembro, que foi chamado de "Walls is Aurora", tendo seu primeiro show no Nippon Budokan em 27 de março de 2010.

### Passenger (2010-2011)
Em 16 de maio de 2010, Nico Touches the Walls iniciou uma nova turnê chamada "Michi naki michi" (A estrada que não é uma estrada), que passou por Fukushima, Saitama, Gifu, Nagasaki, Yamaguchi, e Hyougo Yokohama. No mesmo dia do anúncio o vocalista Mitsumura disse: 
| “ | Nosso objetivo nessa turnê é tocar em lugares que nunca havíamos tocado antes. | ” |

Nesta turnê a banda tocou uma música inédita em cada concerto e o setlist foi escolhida como uma compilação da trajetória da banda com seus maiores sucessos.
Em 16 de maio (primeiro show), eles anunciaram um novo single entre as músicas novas , mas só foi revelada no concerto final. O single foi "Sudden Death Game" e foi lançado em 11 de agosto de 2010. A canção foi escolhida pela boa reação do público durante os shows, sendo o único lançamento daquele ano.
Depois de "Sudden Death Game", o single 'Diver' foi lançado em 12 de janeiro de 2011, com o DVD da "Michi naki michi tour".
A canção foi usada como a oitava abertura de Naruto Shippuuden que foi ao ar pela TV Tokyo desde outubro de 2010, como sua segunda Contribuição para o anime. O single é o mais bem sucedido da banda, chegandoa a número sete no Oricon Chart no Japão.
Em novembro, foi anunciado uma turnê conjunta com a banda "Flumpool" em janeiro de 2011. O vocalista Tatsuya disse:

"Eu tenho um sentimento de que essa turnê vai ser extremamente emocionante. Ou devo dizer, ela definitivamente vai ser. Desde a primeira vez que realizamos em conjunto com flumpool em um evento em Osaka, por um lado nos tornamos conscientes da muitas semelhanças na composição de nossas bandas, por outro lado flumpool é tão refinado quando realizam que, como um bando rude de caras nós tinhamos um tipo de ciúmes ... Mas dado que nascemos na mesma geração, para ser capaz de sentir a música a uma distância tão perto enquanto estava em turnê com os outros como nós, me deixa nervoso, no bom sentido . Se eles estão indo para atirar uma bola dura e reta nosso caminho ... é claro, vamos para a etapa até ...
A turnê foi um grande sucesso para ambas as bandas, a ter lugar no Zepp Tokyo, Nagoya, Osaka e foi a primeira vez que embarcou em uma turnê conjunta."

Mitsumura Tatsuya (vocalista) sobre a turnê.
Em 2011, depois de Sudden Death Game, o single Diver foi lanlado em 12 de janeiro de 2011
Depois de apenas dois singles, a banda decidiu lançar um terceiro álbum intitulado Passenger, depois de mais de um ano desde o seu álbum anterior
Auroraem 2009.
Para a promoção do álbum, ocorreu o lançamento de "Matryoshka" para ser a abertura do anime C, em abril de 2011.
Nico Touches the Walls embarcou em uma turnê chamada: "Nico Touches the Walls Tour 2011: Passengers We Are Passionate Messenger", que começou no Kashiwa Palooza em 13 de abril e terminou em Miyagi - Zepp Sendai em 28 de maio, com um total de onze performances, que mais tarde, foram adicionados alguns concertos extras. Terminando a turnê no Zepp Tokyo em 10 de junho.
Entre a pausa para a turnê, houve rumores sobre um novo single chamado "Natsu no Daisankakkei" previsto para ser lançado em 16 de maio. Em 10 de março a banda começou o segundo "leg" "Ground of Humania" em Nagoya, a turnê terminou em 20 de março em Chiba.

### Humania (2011-2012)
Iniciando a "Era Humania", em 17 de agosto de 2011, Nico Touches the Walls libera um single chamado "Te Wo Tatake". Uma música muito diferente de suas gravações anteriores, com uma melodia poderosa e cativante, que também foi intitulado como "O hino do verão japonês" tendo uma boa reação do público atingindo número 15 no Oricon Chart.
Em 21 de agosto, Nico Touches the Walls em um programa ao vivo em Ustream chamado "Minnade tsukurou" fez propaganda para os fãs que compraram o mais recente single "Te Wo Tatake". Nico iria  falar e tocar ao vivo. No lugar de falar, a banda introduziu  vídeos de palmas que foram enviados por fãs através de um site especial criado em tributo da nova canção. Os vídeos mostram pessoas  batendo palmas, enquanto os membros da banda assistiam os videos se divertindo e comentando.
Em setembro, a banda tem a música "Endless Roll",escrita pelo baixista Shingo Sakakura, para o filme Switch wo Osu Toki, lançado em 17 de setembro.
Em outubro de 2011, Nico Touches the Walls gravou a canção tema para o drama"11 Nin mo iru !", intitulado "Bicycle". O drama foi escrito por Kudo Kankuro e começou a ser exibida em outubro.
Desde novembro de 2011, a banda aparece na capa de várias revistas no Japão para promover o próximo álbum.
De 3 á 10 de dezembro a banda foi um dos convidados no programa musical da Fuji TV: Music Fair. No primeiro episódio, a banda tocou a canção "Dramatic Rain" com o cantor "Inagaki Junichi". Na segunda, eles cantaram sua nova música "Bycicle".
Em 7 de dezembro, o álbum "Humania" é lançado, e alcança a 10ª posição no Oricon sendo o primeiro álbum da banda á alcançar o TOP 10. Em 13 de janeiro de 2012, eles começam a primeira etapa da "Humania Tour" no Yokohama BLITZ.
O primeiro "Score" da banda será publicado em 12 de março, ele contém fotos da "Humania Tour", também terá uma entrevista com Tatsuya Mitsumura e Daisuke Furumura ensinando métodos na guitarra.
A banda, vai publicar seu primeiro livro intitulado: "NICO Touches the walls trip tragetory -Interview and Photo Chronicle 2007-2012" em 25 de maio de 2012.

### Algorhytmique e Shout to the Walls! (2012–2013)
No concerto em Chiba, em 20 de março, a banda revela a nova canção "Natsu No Daisankakkei" pela primeira vez. Eles também tem a música que foi apresentada no Calpis Water comercial. Em 21 de março, a canção está disponível para download digital.
A banda irá lançar seu primeiro livro intitulado "NICO Touches the walls trip tragetory -Interview and Photo Chronicle 2007-2012", elem contém as entrevistas desde o mini-álbum Eden (2007) até o Humania (2011).
A partir de 27 de setembro de 2012, a banda começou o Tour 2012 "Algorhytmique", sendo a maior turnê em sua carreira até então, no total de 23 concertos, de setembro a dezembro. Durante a turnê, a banda revelou seu 11º single "Yume 1 Go", que foi lançado em dezembro; um concerto em 28 de outubro, foi adiado para 20 de novembro, pois um integrante não estava sentindo-se bem.
Em 16 de novembro, eles fizeram um streaming via web em quatro canais diferentes, a estreia de sua nova música, videoclipe, e performances ao vivo da turnê, no Zepp Tokyo. Em 19 de dezembro, o single "Yume 1 Go" foi lançado. Em 20 de dezembro, o Tour 2012 "Algorhytmique" teve o seu último concerto apresentado em Osaka. Uma nova canção, "Runner", escrito por Mitsumura durante seus anos de ensino médio, foi destaque no programa da TBS "Ekiden" e teve download por tempo limitado, de 26 de dezembro até 8 de janeiro.
O primeiro single de 2013 foi anunciado durante o webshow Jamboriii Station, em 25 de janeiro "Mr. Echo" foi lançado em 27 de março, juntamente com a faixa "Chain Reaction", tocada durante a última turnê e com a participação de New Balance. Seguindo o single, no início de abril, uma nova canção "Niwaka Ame ni Mo Makezu" é foi apresentada como tema de abertura de Naruto Shippuden, tornando-se a terceira contribuição da banda para o anime.
Em 24 de abril, o quinto álbum "Shout to the Walls!" foi lançado. Para celebrá-lo, a banda realizou um show especial no Zepp Tokyo, que foi transmitido ao vivo pela internet através do seu canal oficial no YouTube. "Shout to the Walls!" tornou-se seu primeiro álbum a entrar no top 5 em sua carreira, com mais de 10.000 vendas na primeira semana. Em 16 de maio, para promover o novo álbum, a banda lançou sua primeira turnê nacional em halls, patrocinado pelo New Balance, intitulada: "new balance presents NICO Touches the Walls TOUR 2013 Shout to the Walls!", tocando as últimas datas no NHK Hall, em Tóquio.

### NICO Touches the Walls no Best (2013–2014)
Perto do final da turnê do Shout to the Walls!, em 10 de julho, a banda lança um novo single "Niwaka Ame ni Mo Makezu". A canção foi previamente apresentada como tema de abertura de Naruto Shippuden.
A partir de 14 de janeiro de 2014, eles tocaram em 3 datas pelo Japão, sob o título "NICO Touches the Walls no Fest.", Juntamente com as bandas bigmama, [Alexandros] e Creephyp. A nova música "Pandora" foi apresentado no filme japonês "Genome Hazard", lançado em 24 de janeiro. A partir de 1 de fevereiro, que começaram o projeto "Himitsukichi "Kabe Ni Mimi", tocando 20 concertos em Tóquio, durante todo o mês, e lançando seu primeiro álbum best-of, chamado "NICO Touches the Walls no Best", em 5 de fevereiro, um mês depois, em 5 de março, o 14º single "Rawhide" foi lançado, enquanto a sua faixa conjunta foi a canção "Tayou ga Warattera", apresentada no filme 7 days report.
A banda realizou cinco shows em sua turnê "NICO Touches the Walls no Zepp", começando em Osaka, em 31 maio e terminando em Tóquio em 15 junho. Depois de ser apresentado como o tema de encerramento da série de TV Haikyuu, é lançada a música "Tenchi Gaeshi" como o 15º single em 11 de junho. Uma nova música chamada "Bakemono" teve seu videoclipe revelado em 19 de junho, no canal oficial da banda no YouTube. A música foi apresentada como tema do drama "Hensachi 70", que teve sua estreia em 2 de julho.
Em 19 de agosto, o NICO Touches the Walls tocou pela segunda vez no Nippon Budokan, em um concerto especial chamado "NICO Touches the Walls no Budokan", reunindo mais de 9000 pessoas, lotando o local. De acordo com os membros, o concerto era uma vingança ao anterior, realizado em 2010. Um dia depois, em 20 de agosto, o novo single "TOKYO Dreamer" foi lançado, enquanto a faixa-título foi destaque no anime Captain Earth, exibido pela MBS.

### Howdy!! We are ACO Touches the Walls (2014-2015)
Durante o bis do seu concerto anual "1125", em 25 de novembro, no Club Citta, em Kanagawa, a banda anunciou o lançamento de seu primeiro álbum acústico, intitulado Howdy!! We are ACO Touches the Walls. Em 4 de fevereiro, o álbum foi lançado, alcançando o número 7 no Oricon, em sua primeira semana. Em 12 e 14 de fevereiro, a banda fez os shows Billboard Live: Howdy We are ACO Touches the Walls, em Tóquio e em Osaka.
Logo após as promoções para o seu álbum acústico, a banda embarcou em sua primeira turnê nacional em 2 anos. Começando em 21 de maio, a "TOUR 2015" "Massuguna Tour" tem 21 concertos no total.

### Uzu to Uzu" eYuuki mo Ai mo Nai Nante(2015-2016)
A banda embarcou em sua primeira turnê nacional em dois anos. começando em 21 de maio, a TOUR 2015 "Massuguna Tour" teve 21 shows no total. Seu 17º single "Massuguna Uta" foi lançado em 24 de junho. A apresentação final da turnê foi realizada para o primeira vez no Tokyo International Forum A, em 19 de julho.
NICO Touches the Walls forneceu sua nova música "Uzu to Uzu" como tema de abertura para a animação The Heroic Legend of Arslan, exibida pela TBS. A banda anunciou seu primeiro show no Osaka-Jo Hall intitulado Live Special 2015 Uzu to Uzu ~ Nishi no Uzu ~, agendado para 23 de dezembro, e seu terceiro show no Nippon Budokan, intitulado Uzu to Uzu ~ Higashi no Uzu ~, em 9 de janeiro. Em 2 de setembro, seu novo single "Uzu to Uzu" foi lançado.
No dia 13 de novembro, a banda anunciou por meio de seu site oficial e conta no Twitter que o guitarrista Daisuke Furumura havia machucado a mão direita e, portanto, não poderia se juntar à banda para dar continuidade aos shows agendados, com as atividades da banda pelo resto do O ano foi imediatamente cancelado e adiado. Seu show no Osaka-Jo Hall foi adiado para maio de 2016, como "Live Special 2016 Uzu to Uzu ~ Nishi no Uzu ~".
Em 8 de janeiro de 2016, a banda tocou pela terceira vez no Nippon Budokan, com o show Special Live 2016 Uzu to Uzu ~ Higashi no Uzu ~. No show, três músicas foram tocadas pela primeira vez. No mesmo dia, Eles anunciaram seu primeiro álbum de estúdio em três anos, Yuuki mo Ai mo Nai Nante. O álbum foi lançado em 16 de março.
A banda forneceu a música "Strato" para ser o tema do filme japonês Hero Mania ~ Seikatsu ~. O single foi lançado em 3 de maio, junto com o DVD da terceira coleção de videoclipes, Library Vol. 3.
Seu single "Mashi Mashi" foi lançado em 30 de novembro de 2016 e foi usado como tema de encerramento da terceira temporada do anime Haikyuu.

### OYSTEReTWISTER(2017-2018)
Em 25 de novembro de 2017, um evento ao vivo "1125/2017" foi realizado no Makuhari Messe International Exhibition Centre na província de Chiba. Foi realizado na forma de um festival com artistas convidados como a Tokyo Ska Paradise Orchestra.
Em 6 de dezembro, o novo CD "OYSTER-EP-" foi lançado. Trata-se de um conjunto de dois CDs, composto por um CD principal contendo cinco novas músicas e um disco bônus contendo uma versão acústica de cada música.
A turnê nacional "NICO Touches the Walls" N X A "TOUR" foi realizada em junho de 2018. Em 25 de julho, o novo CD "TWISTER-EP-" foi lançado. Como "OYSTER-EP-" lançado em dezembro, "TWISTER-EP-" consiste em 2 discos, DISC1 que contém 5 novas músicas e um disco bônus que contém uma versão acústica das músicas do DISC1. A faixa "VIBRIO VULNIFICUS" foi utilizada como encerramento do drama japonês "GIVER".

### QUIZMASTER e fim das atividades (2019)
Em 5 de junho de 2019, a banda lançou o que viria a se tornar posteriormente seu último álbum, intitulado de QUIZMASTER. A faixa "18?", que foi utilizada para divulgação do álbum teve seu videoclipe gravado no Taiwan. O álbum alcançou a 12ª posição na Oricon Albums Chart.
Em 15 de novembro de 2019, a banda postou repentinamente em seu site oficial uma mensagem de despedida e as motivações para o encerramento das atividades.

"Nós quatro decidimos encerrar as atividades do NICO Touches the Walls. 
Esse  tempo de 15 anos e os trabalhos que nós criamos, para nós, são tesouros insubstituíveis. 
No entanto, como músicos, e como pessoas individuais, o sentimento de querer voar desse espaço chamado NICO Touches the Walls e ver um novo cenário ficou mais forte.
Estamos muito gratos a todas pessoas que durante 15 anos nos apoiaram de vários lugares diferentes. É por causa do apoio de vocês que fomos capazes de continuar com a banda. Muito obrigado de verdade!
Bem, a "parede" sumiu!
Nessa vida tão curta, a gente que traça nosso destino." 

NICO Touches the Walls.
A mensagem faz referência ao conceito de "Wall" (parede) que o grupo usava em seu nome, demonstrando que os obstáculos que buscavam superar já não mais existiam .

## Formação
Integrantes
- Tatsuya Mitsumura - Vocais, Guitarra base (2004 - 2019)
- Daisuke Furumura  - Guitarra solo, vocais de apoio (2004 - presente)
- Shingo Sakakura - Baixo, vocais de apoio (2004 - 2019)
- Shotaro Tsushima - bateria, vocais de apoio (2004 - 2019)

Membros de apoio
- Kousuke Noma (埜間浩介）- Teclados (ao vivo)

## Discografia
Álbuns de estúdio
- Who Are You? (2008)
- Aurora (2009)
- Passenger (2011)
- Humania (2011)
- Shout to the Walls! (2013)
- Yuuki mo Ai mo Nai Nante (2016)
- Quizmaster (2019)